# حملة الحرية الأسترالية من الجوع
حملة الحرية الأسترالية من الجوع (إختصاراً: AFFHC) كانت عمل خيري في أستراليا من عام 1961 إلى عام 1992. اندمجت مع مجتمع المعونة في الخارج  (بالانجليزية: Community Aid Abroad) في عام 1992.

## تاريخها
انعقد أول أجتماع عقب إطلاق حملة الخمسة أعوام لمنظمة الأمم المتحدة للطعام و الزراعة (فاو) من أجل الجوع عام 1960 . في بدء الأمر تم فتح العضوية في حملة (AFFHC) للمنظمات عوضا عن الأفراد، وذلك يتضمن النقابات ومجموعات المصالح المجتمعية . لقد نمت حملة AFFHC لتصبح منظمة وطنية في عام 1965، وأعتمدت أول دستور لها عام 1965.
أعتمدت حملة (AFFHC) دستور جديد في عام 1981 وفي منتصف الثمانينات أنتقل مكتبها الوطني من كانبيرا (حيث كانت منذ 1979) إلى سيدني . في عام 1992 أندمجت حملة (AFFHC) مع مجتمع المعونة في الخارج .